# چنار (فریمان)
چنار (فریمان)، روستایی از توابع بخش مرکزی شهرستان فریمان در استان خراسان رضوی ایران است.دارای مدرسه و مسجد و کاریز ....است.

## جمعیت
این روستا در دهستان بالابند قرار دارد و براساس سرشماری مرکز آمار ایران در سال ۱۳۸۵، جمعیت آن ۲۹۱ نفر (۵۲خانوار) بوده‌است.